# Campecopea lusitanica
Campecopea lusitanica es una especie de crustáceo isópodo marino de la familia Sphaeromatidae.

## Distribución geográfica
Se distribuye por las aguas someras del Atlántico ibérico, Azores y Canarias.